# Max von Dungern
Max(imilian) Freiherr von Dungern (* 16. Mai 1838 in Wiesbaden; † 23. Dezember 1894 ebenda) war nassauischer Beamter und Amtmann.

## Leben
Max von Dungern war der Sohn des Staatsministers Emil von Dungern (1802–1862) und dessen zweiter Ehefrau Dorette Freiin Marschall-Bieberstein (1808–1888). Er heiratete 1874 Clara geborene von Vincke (25. Dezember 1843 in Münster; † 27. April 1929 in Wiesbaden), eine Tochter des westfälischen Verwaltungsreformers Ludwig von Vincke. Clara war eine der Initiatorinnen des Herzog-Adolph-Denkmals in Biebrich. Zu den Nachkommen des Ehepaars gehört der Rechtshistoriker Otto von Dungern.
Max von Dungern besuchte 1849 bis 1858 das Gymnasium Weilburg und studierte danach Rechtswissenschaften an der Universität Heidelberg. Nach dem Studienabschluss war er Amtsakzessist an den Ämtern St. Goarshausen, Wallmerod und Rennerod. 1866 wurde er Hof- und Appellationsgerichtshofsakzessist in Dillenburg.
Im Deutschen Krieg 1866 diente er freiwillig in der Herzoglich-Nassauischen Brigade. Nach der Annexion des Herzogtums Nassau durch Preußen wurde er 1866 in den preußischen Staatsdienst übernommen. Von 1868 bis 1871 war Amtmann im Amt Diez und dann Fürstlich-Wied’scher Kammerdirektor in Neuwied. 1887 bis zu seinem Tod war er Präsident der Großherzoglich Luxemburgischen Finanzkammer in Biebrich. Diese Institution mit Sitz im Biebricher Schloss verwaltete die großherzoglichen Besitztümer der Luxemburger Herrscherhauses in ihren einstigen Stammlanden.

## Werke
- Biographische Nachrichten zur Geschichte der Freiherrlichen Familie von Dungern, gedruckt posthum 1896